# Dolgo obzidje, Pirej
Dolgo obzidje (grško Μακρὰ Τείχη) je bilo obzidje, ki so ga gradili v antični Grčiji iz mesta do pristanišča in je zagotavljalo varno povezavo do morja tudi med obleganjem. Čeprav so dolga obzidja zgradili v več krajih v Grčiji (Korint in Megara sta dva najbolj znana primera), se izraz "dolgo obzidje" nanaša na obzidje, ki je povezovalo Atene z njenim pristaniščem v Pireju in Faleronu. To obzidje je bilo zgrajeno sredi 5. stoletja pred našim štetjem in so ga Špartanci uničili leta 403 pred našim štetjem po porazu Aten v peloponeški vojni. Obnovljeno je bilo s perzijsko pomočjo med korintsko vojno. Bilo je ključno za atensko strategijo. Če je bilo mesto stalno povezano z morjem, je bilo onemogočeno obleganje samo po kopnem.
Prvotno obzidje so uničili Perzijci med zasedbo Atike med letoma 480 in 479 pred našim štetjem v grško-perzijskih vojnah. Po bitki pri Platajah so bile perzijske sile, ki so napadle Grčijo leta 480 pred našim štetjem, pregnane in Atenci so se lahko vrnili na svojo zemljo in začeli obnavljati svoje mesto. Zgodaj med obnovo se je začela gradnja novega obzidja. Temu projektu so nasprotovali Špartanci in njihovi peloponeški zavezniki, ki so bili zaskrbljeni, da se bo povečala moč Aten. Špartanski odposlanci so pozvali Atence, naj prenehajo gradnjo, z utemeljitvijo, da bi bile obzidane Atene povod za vdor vojske in da obramba v Korintski ožini zagotavlja zadostno zaščito pred vsiljivci. Če bi Atenci upoštevali razloge, bi bilo mesto nezaščiteno in bi bili prepuščeni na milost in nemilost Peloponežanom. Tukidid je v svojem poročilu o teh dogodkih opisal vrsto zapletenih okoliščin, ki so nastale, ko je Temistokles zamotil Špartance, dokler niso obzidja zgradili do take višine, da je bilo uporabno za obrambo.
V zgodnjih 450-tih pr. n. št. se je začel boj med Atenami in različnimi peloponeškimi zavezniki Šparte, zlasti Korintom in Ajgino. Sredi tega bojevanja so med 462 in 458 pred našim štetjem v Atenah začeli graditi še dveh obzidji, eno iz mesta do starega pristanišča v Faleronu, drugega do novejšega pristanišča Pirej. Leta 457 pred našim štetjem je špartanska vojska premagala atensko pri Tanagri med poskusom, da se prepreči gradnja, vendar se je delo nadaljevalo in bilo končano kmalu po bitki. Obzidja, "dolgo obzidje"", so zagotovila, da Atene ne bi nikoli bile odrezane od dobav, dokler bi imele dostop do morja.

## Atenska strategija in politiki
Dolgo obzidje kaže močno strategijo, ki so jo imele Atene že v začetku 5. stoletja pr. n. št. V primerjavi z večino grških mestnih državic s hoplitsko vojsko so se Atene med gradnjo svoje prve flote med vojno z Ajgino v 480-tih pr. n. št. osredotočile na mornarico kot glavni del svoje vojske. Z ustanovitvijo Delsko-atiške pomorske zveze leta 477 pr. n. št. so bile Atene obsojene na dolgoročno pomorsko vojno proti Perzijcem. V naslednjih desetletjih je atenska mornarica postala temelj imperialne lige in atenski nadzor nad morjem je omogočal dobavo žita iz Helesponta in črnomorske regije. Pomorska politika v letih med 480 in 462 pred našim štetjem ni bila resno ogrožena zaradi demokratov ali oligarhov, ogrožena je bila pozneje, ko je Tukididov sin Melezias nasprotoval imperialistični politiki oligarhov, "starim oligarhom". Mornarica in demokracija sta bili neločljivo povezani. Dolgo obzidje je bilo ključno pri tem, da je atenska flota postala najpomembnejša moč.
Dolgo obzidje je povzročilo, da so bile Atene otok na celini, kopenske sile jih niso mogle osvojiti (v starogrškem vojskovanju je bilo vse prej kot mogoče zavzeti obzidano mesto, razen zaradi lakote in predaje). Tako bi se lahko Atene zanašale na svojo močno floto, ki bi jo varovala v spopadu z drugimi mesti na grški celini. Obzidje je bilo končano po atenskem porazu pri Tanagri, v katerem je špartanska vojska premagala Atence, vendar ni mogla zavzeti mesta zaradi mestnega obzidja. Atenci so upali, da bodo z zidom preprečili vse vdore v Atiki, zasedli so tudi Beocijo, pod nadzorom so že imeli Megaro, ki se je pridružila Atiki. Med prvo peloponeško vojno so bile Atene res nedosegljive po kopnem, toda po izgubi Megare in Beocije ob koncu te vojne so se Atenci spet zavedali, da je obzidje izredno pomembno za njihovo obrambo.

## Srednje obzidje
V 440-tih pr. n. št. so Atenci dopolnili obzidje s tretjo strukturo. Srednje obzidje ali Južno obzidje je bilo zgrajeno po zgledu izvirnega obzidja Atene–Pirej, bilo je še del obzidja, ki je povezalo astu (mestno območje) do Pireja. O namenu tega obzidja je več razlag: zgrajen naj bi bil kot varnostna obramba, če bi komu uspelo priti čez prvo atensko-pirejsko obzidje. Dokazano je bilo, da to ni bil pravi namen. Njegove glavne vstopne točke so bile zgrajene tako, da bi vzdržale napad le iz smeri Falerona. Do takrat, ko je bilo zgrajeno Srednje obzidje, sredi 5. stoletja, se je pomen atenskih pristanišč spremenil. Pirej je postal glavno gospodarsko in vojaško pristanišče, medtem ko je Faleron začel nazadovati. Ta razvoj je povzročil ponovno ocenitev sistema utrdb, ki so varovale atensko povezavo z njihovimi ladjami. Po pomorskih spremembah 446 pred našim štetjem Atene niso bile več prevladujoča sila na morju, tako da so zgradili to obzidje, da so zavarovali zid Atene–Faleron. Razdalja med dvema izvirnima (faza I.a) zidovoma je pustila velik prostor za amfibijske vpade ob obali in s tem novim zidom bi se Atenci umaknili v ožje območje dveh obzidij Atene–Pirej.

## Peloponeška vojna
V atenskem velikem spopadu s Šparto, peloponeški vojni leta 432 pred našim štetjem do 404 pred našim štetjem je bilo obzidje izrednega pomena. Perikles, vodja Aten od začetka vojne do svoje smrti zaradi kuge leta 429 pred našim štetjem, je svojo strategijo utemeljil na spopadu okoli njih. Vedel je, da bodo Špartanci poskušali zvabiti Atence v bitko na kopnem s pustošenjem njihovih pridelkov kot v 440-tih, zato je ukazal Atencem, naj ostanejo za obzidjem in se zanašajo na svojo mornarico. Pohodom v prvih letih vojne je sledil tak vzorec: Špartanci bi poslali vojsko po kopnem in oplenili Atiko v upanju, da izbezajo Atence iz mesta, Atenci pa so ostali za obzidjem in poslali floto nad špartanska mesta in uničevali pridelke, medtem ko so pluli okoli Peloponeza. Atenci so bili uspešni pri preprečevanju poraza na kopnem, vendar so imeli velike izgube pridelkov, njihova zakladnica je oslabela zaradi izdatkov pomorskih odprav in uvoza žita. Poleg tega je leta 430 in 429 pred našim štetjem kuga opustošila mesto, saj se ogromno ljudi živelo znotraj obzidja.
Atenci so v prvem delu vojne še naprej uporabljali obzidje za zaščito vse do zasega špartanskih talcev leta 425 pred našim štetjem, ko so zmagali pri Pilosu. Po tej bitki so bili Špartanci prisiljeni prenehati svoje letne vdore do 413 pred našim štetjem, saj so Atenci grozili, da bodo ubili talce, če jih bodo napadli.
V drugem delu vojne je obzidje spet postalo osrednjega pomena za strategijo na obeh straneh. Špartanci so zasedli utrdbo Dekeleja v Atiki leta 413 pred našim štetjem in postavili tam vojsko, kar je bila celoletna grožnja Atenam. Atenci so imeli samo dostop po morju. Atene so bile oslabljene tudi zaradi uničujočega pohoda na Sicilijo. Obzidje so začeli spreminjati poleti leta 413 pred našim štetjem. Opustili so obzidje Atene–Faleron, več pozornosti so namenili obzidjema Pireja. Dolgo obzidje in dostop do pristanišča sta bila do takrat edina obramba, ki je varovala Atene pred porazom. Špartanci so se zavedali, da Atencev na kopnem ne morejo premagati, zato so se posvetili mornarici in poskušali premagati Atence na morju. Njihov končni uspeh v bitki pri Ajgospotamih je Atence odrezala od dobavnih poti in jih prisilila k predaji. Eden od pomembnih pogojev je bil uničenje Dolgega obzidja, ki je bilo odstranjeno leta 404 pr. n. št. Mirovni sporazum, ki je bil dosežen v istem letu, je tudi končal pomorsko moč Aten. Ksenofon je zapisal, da je bilo Dolgo obzidje podrto z velikim slavjem in pesmijo deklet s flavtami.

## Obnova Dolgega obzidja
Po porazu 404 pr. n. št. so si Atenci hitro povrnili nekaj svoje moči in avtonomije in 403 pred našim štetjem strmoglavili vlado, ki so jo uvedli Špartanci. Leta 395 pred našim štetjem so bili Atenci dovolj močni, da so vstopili v korintsko vojno kot zavezniki z Argosom, Korintom in Tebami. Za Atence je bil najpomembnejši dogodek te vojne obnova Dolgega obzidja. Leta 395 pred našim štetjem se je obnova utrdbe začela in po atenskem admiralu Kononu so obzidje končali 391 pred našim štetjem. Leta 394 pred našim štetjem je perzijsko ladjevje pod Kononom odločno premagalo špartansko floto pri Knidu. Po tej zmagi je prenesel floto v Atene, kjer je bila za pomoč in zaščito, saj so obnovili obzidje. Tako so se do konca vojne Atenci obvarovali pred kopenskimi napadi Špartancev. Obnovljeno obzidje je stalo še več let nespremenjeno in šele po 340-tih pred našim štetjem je bilo vključeno v atensko obrambno načrtovanje.

## Dolgo obzidje v 4. stoletju pr. n. št.
Od korintske vojne do končnega poraza mesta, ki ga je premagal Filip II. Makedonski, je obzidje še naprej igralo osrednjo vlogo v atenski obrambni strategiji. Aristotelov odlok leta 377 pred našim štetjem je ponovno vzpostavil atensko ligo, ki je povezala več nekdanjih članic Atiško-delske pomorske zveze. Do sredine 4. stoletja so bile Atene spet mogočna pomorska sila v grškem svetu in so ponovno vzpostavile dobavne poti, ki so omogočale, da vzdrži obleganje s kopnega. Dolgo obzidje je zastarelo, dolžina in strukture so postale nevarne in občutljive za napredne tehnike obleganja. Atenci so začeli leta 337 pred našim štetjem krepiti svoj sistem mestne obrambe z obnovo obzidja, da bi bil kos sodobnim metodam napada. Novo obzidje je imelo podstrukture, zgrajene iz rezanih blokov, in morda celo streho nad potjo. Toda Atenci niso izkoristili novega obzidja do smrti Aleksandra Velikega leta 323 pred našim štetjem. V tem času je bila atenska mornarica uničena v lamijski vojni in postala podrejena Makedoncem, obzidje v pomorski strategiji ni imelo več svojega pomena. Makedonski voditelji z nadzorom mest Dolgega obzidja niso potrebovali in do srede 4. stoletja ni bilo nikoli uporabljeno.